# Jordströmmar

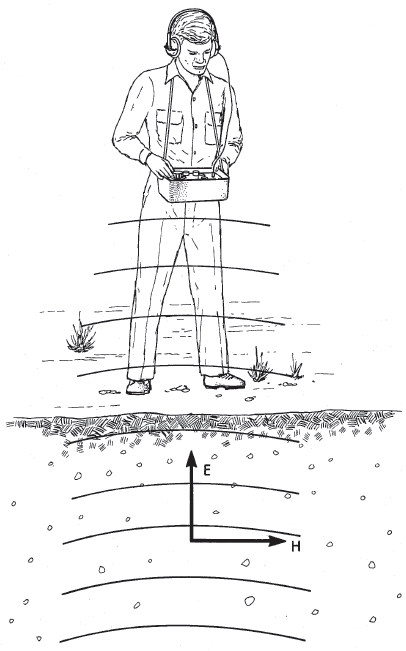
Jordströmmar

Jordströmmar, telluriska strömmar, är elektriska strömmar som går under marken eller i havet. Jordströmmar härrör både från naturliga orsaker och mänsklig aktivitet, och växelverkar i ett komplext mönster. Strömmarna är extremt lågfrekventa och går över stora områden på eller nära jordytan.

## Beskrivning
Jordströmmar är fenomen som kan iakttas på jordskorpan och jordens mantel. I september 1862, utfördes i Alperna ett experiment som var specifikt inriktat på att uppmäta jordströmmar (Lamont, 1862). Strömmarna induceras i första hand av ändringar i den yttre delen av jordens magnetfält, som vanligen orsakas av växelverkan mellan solvinden och magnetosfären eller genom solstrålnings inverkan på jonosfären. Jordströmmar uppkommer också från åskväder. Jordströmmar flyter i jordens ytlager. Den elektriska potentialen på jordytan kan mätas på olika punkter och möjliggör beräkning av styrka och riktning av strömmarna och följaktligen jordens ledningsförmåga. Dessa strömmar har dygnskaraktär, där den allmänna strömriktningen är mot solen. Jordströmmar flyter mellan de bägge halvkloten hela tiden, dagtid mot ekvatorn och nattetid mot polerna.
Både telluriska och magnetotelluriska metoder används för undersökning av strukturer under jordytan (såsom vid industriell prospektering). Vid mineralprospektering är målet ledande malmkroppar. Andra användningsområden innefattar utforskning av geotermiska fält, oljereserver, förkastningar, grundvatten, magmakammare, och plattektoniska gränser. Jordströmmar kan utnyttjas till produktion av användbar lågspänning med hjälp av jordbatterier. Sådan apparater användes för telegrafsystem i USA så långt tillbaka som 1859.
I industriell prospektering som använder den telluriska metoden, utplaceras elektroder noggrant på marken för att avläsa spänningsskillnaden mellan olika lägen som orsakas av de oscillerande jordströmmarna. Det är känt att ett brytfrekvensfönster (LFW) uppträder, när jordströmmar passerar genom jordens inre strukturer. Inom detta fönster agerar jorden ledare.

## I litteraturen
Den huvudsakliga handling i romanen Foucaults pendel av Umberto Eco kretsar kring sökande av Ombilicus Mundi (Latin: världens navel), jordens mystiska centrum vilket antas vara en bestämd punkt ifrån vilken en person kan kontrollera jordens energier och former, och som därmed med genom viljans hjälp kan ombilda den. Romanen går även längre genom att föreslå att monument såsom Eiffeltornet inte är något annat än gigantiska antenner för att katalysera dessa energier.
Jordströmmar tas även till hjälp vid Hsien-Kos och hennes skyddslings resor i Doctor Who ”Missing Adventures”, av David A McIntee.
Telluric strömmar, tillsammans med vad som får sägas vara leylinjer, upptäcks vara kommunikationsmedel i Thomas Pynchons "Mason och Dixon" och var förbundna med bokens kines-jesuithandling. Liksom Eco, som citeras ovan, reflekterar Pynchon också över ihåliga jordteorier i detta verk.